# Demetae

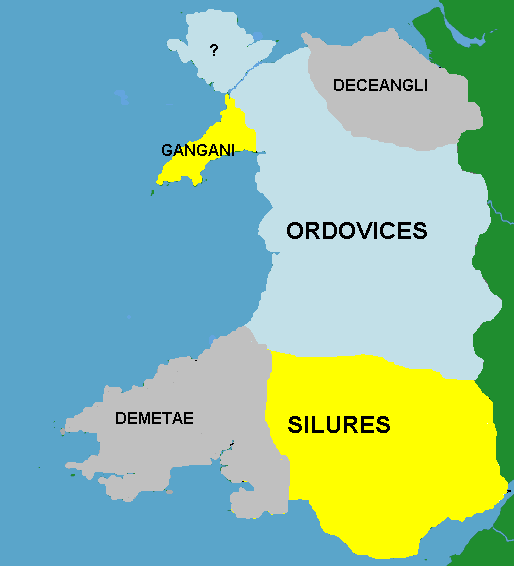
Peuples celtes de l’actuel Pays de Galles lors de l'invasion romaine. Délimitations territoriales approximatives.

Les Demetae étaient l'un des peuples celtes brittoniques de l'île de Bretagne. 
Ils étaient situés dans l'actuel comté de Dyfed (le Pembrokeshire et Carmarthenshire du Pays de Galles), qui doit son nom au royaume de Dyfed, dont le nom provient du peuple des Demetae (Demetia). Selon l'archéologue Venceslas Kruta, leur territoire présente de nombreux sites fortifiés à l'Âge du fer. 
Leur capitale, Moridunum, est devenue Carmarthen.
Ce peuple n'était pas un peuple guerrier, et il ne résista pas aux armées romaines, comme les Silures et les Ordovices. Pour cela la présence romaine ne s'accompagna pas de garnisons importantes. Cependant ils procédèrent à des recherches d'or dans les mines de  Luentinum en territoire des Demetae.